# Gozd božjih ceder
Božje cedre (arabsko أرز الربّ, latinizirano: Arz al-Rabb, dob. 'Gospodove cedre'), ki so v dolini Kadiša v mestu Bšari v Libanonu, so eden zadnjih ostankov obsežnih gozdov libanonske cedre, ki je uspevala po Libanonkem gorovju v antiki. Zdi se, da se vsa zgodnja moderna popotniška poročila o divjih cedrah nanašajo na tiste v Bšariju; krščanski menihi samostanov v dolini Kadiša so stoletja častili drevesa. Najzgodnejše dokumentirane omembe božjih ceder najdemo na tablicah 4-6 velikega epa o Gilgamešu, šest dni hoje od Uruka.
Feničani, Izraelci, Egipčani, Asirci, Babilonci, Perzijci, Rimljani, Arabci in Turki so uporabljali libanonski les. Egipčani so les cenili za gradnjo ladij, v Osmanskem cesarstvu pa so les uporabljali za gradnjo železnic.

## Zgodovina

### Antična zgodovina
Libanonsko gorovje je bilo nekoč v senci gostih cedrovih gozdov in drevo je simbol države. Po stoletjih vztrajnega krčenja gozdov se je obseg teh gozdov izrazito zmanjšal.
Nekoč je bilo rečeno, da je prišlo do bitke med polbogovi in ljudmi nad čudovitim in božanskim gozdom ceder blizu južne Mezopotamije. Ta gozd, ki ga je nekoč varoval sumerski bog Enlil, je bil popolnoma gol, ko so ljudje pred 4700 leti vstopili na njegovo ozemlje, potem ko so zmagali v bitki proti varuhom gozda, polbogovom. Zgodba tudi pripoveduje, da je Gilgameš za gradnjo svojega mesta uporabil cedrov les.
Skozi stoletja so cedrov les izkoriščali različni narodi iz območja. Feničani so cedre uporabljali za svoje trgovske flote. Potrebovali so les za svoje ladje in zaradi cedrovih gozdov so postali »prvi morski trgovski narod na svetu«. Egipčani so uporabljali cedrovo smolo za postopek mumificiranja in cedrov les za nekatere od »njihovih prvih hieroglifov, ki so nosili zvitke papirusa«. V Svetem pismu je Salomon nabavil cedrov les za gradnjo templja v Jeruzalemu. Cesar Hadrijan je te gozdove razglasil za cesarsko domeno in uničevanje cedrovih gozdov je bilo začasno ustavljeno.

### Zgodnja moderna zgodovina
Zdi se, da se vsa poročila zgodnjih modernih popotnikov o divjih cedrah v Libanonu nanašajo na cedre Bšari.
Pierre Belon je območje obiskal leta 1550, s čimer je postal prvi sodobni popotnik, ki je identificiral božje cedre v svojih Opazovanjih. Belon je štel 28 dreves:
»Na precejšnji višini v gorah pride popotnik do samostana Device Marije, ki je v dolini. Od tam nadaljuje štiri milje navzgor po gori in bo prispel do ceder, maronitov ali menihov, ki delujejo kot vodniki. Cedre stojijo v dolini in ne na vrhu gore in naj bi jih bilo 28, čeprav jih je težko prešteti, saj so med seboj oddaljene nekaj korakov. Damaščanski nadškof si je prizadeval dokazati, da so enaki tistim, ki jih je Salomon zasadil s svojimi rokami na kvinkus način, kot zdaj stojijo. V dolini, v kateri so, ne raste nobeno drugo drevo in je na splošno tako prekrita s snegom, da je dostopna le poleti«.
Sledil je Leonhard Rauwolf v letih 1573-75, ki je štel 24 dreves:
»višje nismo videli ničesar, ampak samo majhen hrib pred nami, ves pokrit s snegom, na dnu katerega so stale visoke cedre ... In čeprav je bil ta hrib v prejšnjih obdobjih precej pokrit s cedrami, se je od takrat tako zmanjšal, da nisem mogel povedati nič drugega kot štiriindvajset, ki so stale okoli v krogu, in dve drugi, katerih veje so od starosti precej razpadle. Tudi jaz sem hodil po tem kraju, da bi iskal mladiče, pa jih sploh nisem našel.« 
Jean de Thévenot je leta 1655 naštel 23 dreves:
»Neumnost je reči, da če nekdo dvakrat prešteje cedre v Libanonskem gorovju, bo imel različno število, kajti vseh, velikih in majhnih, jih ni ne več ne manj kot triindvajset.« 
Laurent d'Arvieux je leta 1660 preštel 20 dreves; Henry Maundrell pa je leta 1697 naštel 16 dreves zelo starega tipa:
»Nedelja, 9. maj. Plemenita (cedrova) drevesa rastejo med snegom blizu najvišjega dela Libanona; in so izjemna tako zaradi svoje starosti in velikosti kot zaradi tistih pogostih namigov nanje v Božji besedi. Nekatere med njimi so zelo stare in neverjetne velikosti; druge pa so mlajše in manjše. Prvih bi jih lahko preštel le šestnajst, slednjih pa je zelo veliko. Izmeril sem eno največjih in ugotovil, da meri dvanajst jardov šest palcev v pasu, a vendar zdrav; in sedemintrideset jardov v širjenju svojih vej. Približno pet ali šest jardov od tal je bila razdeljena na pet krakov, od katerih je bil vsak enak velikemu drevesu. Po približno pol leta Uri, ko sem preiskoval ta kraj, so se oblaki začeli zgostiti in leteti po tleh, ki so tako zakrili cesto, da je moj vodnik zelo težko našel pot nazaj. Tako zmedeni smo se potikali sedem ur, zaradi česar sem se nemalo bal, da bom prisiljen preživeti še eno noč na Libanu.« 
Jean de la Roque je leta 1722 našel 20 dreves. Leta 1738 je Richard Pococke podal podroben opis.
»Tvorijo gozdiček približno miljo v obsegu, ki ga sestavlja nekaj velikih ceder, ki so blizu ena drugi, veliko število mladih ceder in nekaj borovcev. Velike cedre so na določeni razdalji zelo podobne velikim razprostrtim hrastom; telesa dreves so kratka, na dnu se delijo na tri ali štiri krake, od katerih nekateri zrastejo skupaj približno deset metrov, izgledajo kot debeli gotski stebri, za katere se zdi, da so sestavljeni iz sedmih stebrov, višje se začnejo širiti vodoravno: edna z zaobljenim telesom, čeprav ne največjim, je merila štiriindvajset čevljev v obsegu, in druga z nekakšnim trojnim telesom, kot je opisano zgoraj, in trikotne figure, ki je meril dvanajst čevljev na vsaki strani. Za mlade cedre ni nujno, da obrodijo večjo količino plodov kot večje. Les se po videzu ne razlikuje od belega lesa, niti se ne zdi trši; ima fin vonj, vendar ne tako dišeč kot brin iz Amerike, ki se običajno imenuje cedra; in tudi v lepoti mu zaostaja; vzel sem kos lesa z velikega drevesa, ki ga je podrl veter, in tam pustil gniti; stoji petnajst velikih. Kristjani več veroizpovedi v bližini tega kraja prihajajo sem, da bi praznovali praznik spremenjenja, in so zgradili oltarje ob več velikih drevesih, na katerih podeljujejo zakrament. Ta drevesa so približno pol milje severno od ceste, na katero smo se vrnili...«
Od 19. stoletja naprej se je število pisateljev, ki beležijo svoje obiske, močno povečalo, število ceder, ki so jih pisci prešteli, pa je bilo na stotine. Alphonse de Lamartine je obiskal kraj med svojim potovanjem po Libanonu (1832–33) in v nekaterih besedilih omenil cedre. Leta 1871 je Edward Henry Palmer iz Palestinskega raziskovalnega sklada opisal cedre takole:
Ko smo se spustili po strmi cikcakasti poti do ceder, smo postavili svoj tabor in nadaljevali z raziskovanjem svetega in slavnega gozdička in nismo mogli potlačiti občutka razočaranja nad njegovo majhnostjo in nepomembnim videzom dreves. Sestavljeni so iz majhne skupine dreves sorazmerno sodobne rasti, od katerih jih največ devet ne kaže nobenih znakov spoštljive starosti in pokrivajo le približno tri hektare zemlje. Stojijo na grebenu, sestavljenem iz petih gomil in dveh ostrog, ki potekajo skoraj proti vzhodu in zahodu, kot je prikazano na priloženem načrtu. Celotno število dreves smo ocenili na okoli 355; njihova velikost je bila tudi močno pretirana, nobedno od njih ne presega 80 ft. višine. Tla so pokrita z ostanki cedre in belega apnenca, v središču gruče pa je ostudna majhna stavba, maronitska kapela, katere prostori so boleče revni in neustrezni. Drevesa so bila obrezana in drugače trpinčena, zlasti s strani neustavljivega turista, ki si je neskončno prizadeval, da bi svoje ime zarezal na vsako razpoložljivo deblo. Eno drevo, precej veliko, ima v sebi luknjo, kjer se je odlomila veja, in ta je bila povečana v komoro. So skromni skromni primerki in niti približno tako dobri, kot jih je mogoče videti v številnih angleških parkih.
Skrb za zaščito svetopisemskih »božjih ceder« sega v leto 1876, ko so 102 hektarja velik gozdiček obdali z visokim kamnitim zidom, ki ga je plačala kraljica Viktorija, da bi zaščitil mladike pred brskanjem koz. Kljub temu so britanske čete med prvo svetovno vojno uporabile cedro za gradnjo železnic.
Henry Bordeaux je prišel leta 1922 in napisal Yamilé, zgodbo o kraju.

### Nedavna zgodovina
Čas, skupaj z izkoriščanjem lesa cedre in učinki podnebnih sprememb, je povzročil zmanjšanje števila ceder v Libanonu. Vendar pa je Libanon še vedno splošno znan po svoji zgodovini ceder, saj so simbol države in simbol libanonske zastave. Preostala drevesa preživijo v gorskih predelih, kjer so prevladujoča drevesna vrsta. Tako je na pobočju gore Makmel, ki se dviga nad dolino Kadiša, kjer so božje cedre na nadmorski višini več kot 2000 metrov. Štiri drevesa so dosegla višino 35 metrov, njihova debla pa so dosegla 12–14 metrov.

## Svetovna dediščina
Leta 1998 so bile božje cedre dodane na Unescov seznam svetovne dediščine.

## Trenutni status
Gozd je strogo varovan. Ogled je možen v spremstvu pooblaščenega vodnika. Po predhodni fazi, v kateri je bila zemlja očiščena detritusa, bolne rastline zdravljene in zemlja pognojena, je Odbor prijateljev cedrovega gozda leta 1985 začel s programom pogozdovanja. Ta prizadevanja bodo opazna šele čez nekaj desetletij zaradi počasne rasti ceder. Na teh območjih zima ponuja neverjetne pokrajine, drevesa pa so prekrita s snežno odejo.

## Svetopisemske in druge antične reference
Cedrov gozd starodavne mezopotamske religije se pojavlja v več delih Epa o Gilgamešu.
Libanonska cedra je v Svetem pismu omenjena 103-krat. V hebrejskem besedilu se imenuje hebrejsko ארז, v grškem besedilu (LXX) pa κέδρου. Primeri verzov so:
- "Odpri vrata svoja, o Libanon, da ogenj požre tvoje cedre. Tuli, jelka, kajti cedra je padla; ker mogočni so pokvarjeni; tuli, o basanski hrasti, ker se je podrl gozd trgatve. ." (Zah 11,1, 2)
- "Premika svoj rep kot cedra; Kite njegovih stegen so tesno povezane." (Jb 40,17)
- »Duhovnik naj vzame cedrovine, izopa in škrlata ter jih vrže sredi sežiganja telice« (4 Mz 19,6)
- »Gospodov glas lomi cedre, Gospod lomi libanonske cedre« (Ps 29,5)
- »Pravični cvetijo kakor palma in rastejo kakor libanonska cedra« (Ps 92,12)
- »V puščavo bom postavil cedro, akacijo, mirto in oljko« (Iz 41,19)
- »Glej, primerjal te bom s cedro na Libanonu s lepimi vejami in gozdno senco« (Ezn 31,3)
- "Uničil sem Amorejce pred njimi, katerih višina je bila kakor visoka cedra" (Am 2,9)
- "Gospodova drevesa so obilno namočena, libanonske cedre, ki jih je zasadil." (Ps 104n16)
- [Kralj Salomon je naredil] cedro tako veliko kot smokve v vznožju. (1. Kr 10,27 odlomek)